# سینما پرشین
 پردیس سینمایی پرشین یک سینما در شهر کرج، ایران است.
این سینما که مالکیت آن خصوصی می‌باشد در سال ۱۳۹۴ با ۴ سالن افتتاح شده است.